# Inside Your Soul
Albums de Hangar
Last Time
(1999) The Reason of Your Conviction
(2007)
Inside Your Soul est le deuxième album du groupe brésilien de heavy metal Hangar.

## Liste des morceaux
1. "The Soul Collector" – 01:21
2. "Inside Your Soul" – 04:17
3. "The Massacre Trilogy Part 1 – Sailing the Sea of Sorrow" – 03:35
4. "The Massacre Trilogy Part 2 – To Tame a Land" – 05:41
5. "The Massacre Trilogy Part 3 – Five Hundred's Enough" – 03:17
6. "Savior" – 04:23
7. "The Vision" – 01:09
8. "Legions of Fate" – 06:16
9. "Living in Trouble Part 1" – 02:39
10. "Living in Trouble Part 2" – 02:11
11. "No Command" – 03:51
12. "Falling in Disgrace" – 03:44

## Formation
- Michael Polchowicz (chant)
- Eduardo Martinez (guitare)
- Fabio Laguna (claviers)
- Nando Mello (basse)
- Aquiles Priester (batterie)